# تيريز هلسة
تيريز إسحاق سلمان عودة الهلسة وتشتهر باسم تيريز هلسة (1 يناير 1954 في عكا - 28 مارس 2020 في عمان)؛ هي مناضلة أردنية فلسطينية، ولدت في البلدة القديمة في مدينة عكا الفلسطينية، لعائلة من أصول أردنيَّة مسيحية، وهي الثالثة بين أخواتها. قدم والدها إلى فلسطين عام 1946م من مدينة الكرك. أمّها هي نادية حنا من قرية الرامة في الجليل الأعلى. أنهت دراستها الثانوية في مدرسة تراسنطة الكاثوليكية في عكّا، ثم أكملت دراستها في التمريض في المستشفى الإنجليزي في مدينة الناصرة.

## مسيرتها النضالية
قررت هلسة أن تنضم إلى الكفاح المسلح في صفوف منظمة التحرير الفلسطينية،  بعد أن شهدت في عكّا عام 1970، واقعة القبض في عرض البحر على ما عُرف لاحقاً بـ«مجموعة عكّا»، حيث قُتل أحد أعضائها من أبناء عكّا وعند تشييعه، منعت القوات الإسرائيلية عائلته من رؤية جثته قبل الدفن لمنع كشف التعذيب الذي تعرض له، حيث روت لاحقا أن هذه الحادثة مثلت نقطة مفصلية في قرارها. إضافة إلى تأثرها بالعمليات الفدائية الفلسطينية ضد إسرائيل التي ازدادت في مطلع السبعينيات، وفي 23 نوفمبر 1971، غادرت فلسطين المحتلة دون علم عائلتها وهربت إلى الضفة الغربية ثم إلى لبنان، برفقة شابة زميلة لها في الدراسة.
انضمت لحركة فتح وانخرطت في مجموعة أيلول الأسود، وعرف عنها موقفها أن للنساء حق المقاومة في الصفوف الأمامية، في 8 مايو 1972، كانت واحدة من بين أربع فدائيين شاركوا في اختطاف طائرة سابينا البلجيكية إلى مطار اللد في إسرائيل عام 1972، والتي خطط لها علي حسن سلامة، كان الهدف من وراء هذه العملية هو مبادلة الرهائن بأسرى أردنيين وفلسطينيين، وأثناء الهجوم قامت فرقة مختصة من القوات الإسرائيلية باقتحام الطائرة متخفين بهيئة الصليب الأحمر الدولي وكان من بينهم بنيامين نتانياهو الذي باغتته هلسة وأصابته برصاصة بالكتف.
فشلت العملية واستولى الجيش الإسرائيلي على الطائرة في مطار اللد، وانتهت بإصابتها واعتقالها مع زميلتها ريما عيسى ومقتل الفدائيين الآخرين علي طه وزكريا الأطرش، قدمت للمحاكمة في إسرائيل وحكم عليها بالسجن المؤبد مرتين وأربعين عام، قضت منها 10 سنوات في السجن إلى أن انتهت بالنفي بعد الإفراج عنها بصفقة تبادل للأسرى عام 1983.
عاشت تيريز هلسة في مدينة عمان مع زوجها وأولادها الثلاثة، محرومة من دخول الأراضي الفلسطينية ورؤية عائلتها في عكا وحيفا، وكان لها تصريح بأنّها غير نادمة أبداً على عملها المسلح، حيث قالت إنها رفضت الاستسلام خلال عملية خطف الطائرة. من الجدير بالذكر أن تيريز عاملت الرهائن المدنيين معاملة حسنة، وأعلنت أن مشكلتها بالأساس مع المؤسسة والدولة الإسرائيلية.

## الوفاة
توفيت في 28 مارس 2020 في مدينة عمان بعد صراع مع مرض سرطان الرئة.